# Adolf Waldinger
Adolf Waldinger (Osijek, 16. lipnja 1843. – Osijek, 7. prosinca 1904.), hrvatski slikar.
Najznačajniji je slikar osječke sredine 19. stoljeća. Podrijetlom iz imućne osječke obitelji. Kod osječkog slikara Huga Conrada von Hötzendorfa učio je slikati olovkom i u akvarelu. Od 1862. godine do 1868. pohađao je bečku Akademiju lijepih umjetnosti, a u tom vremenu proputovao je Njemačkom, Austrijom i Italijom. 
U Osijek se vratio 1869. i u potonjih 10 godina radi kao profesor na realnoj gimnaziji. To je i vrijeme njegovog slikarskog vrhunca i grafičke majstorije. Nastali likovni opus osigurao mu je karakteristiku neobičnog portretiste Slavonije. Umrijet će sam i neshvaćen da bi se tek nakon mnogo godina kasnije prepoznala vrijednost njegovog slikarstva.